# سكنجبين

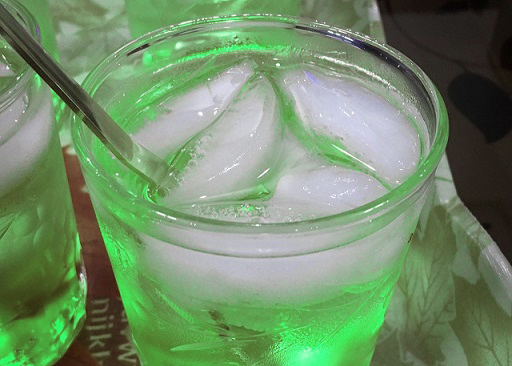
شراب السكنجبين البادر محضر من العسل والخل وفيه قطع ماء مجمدة

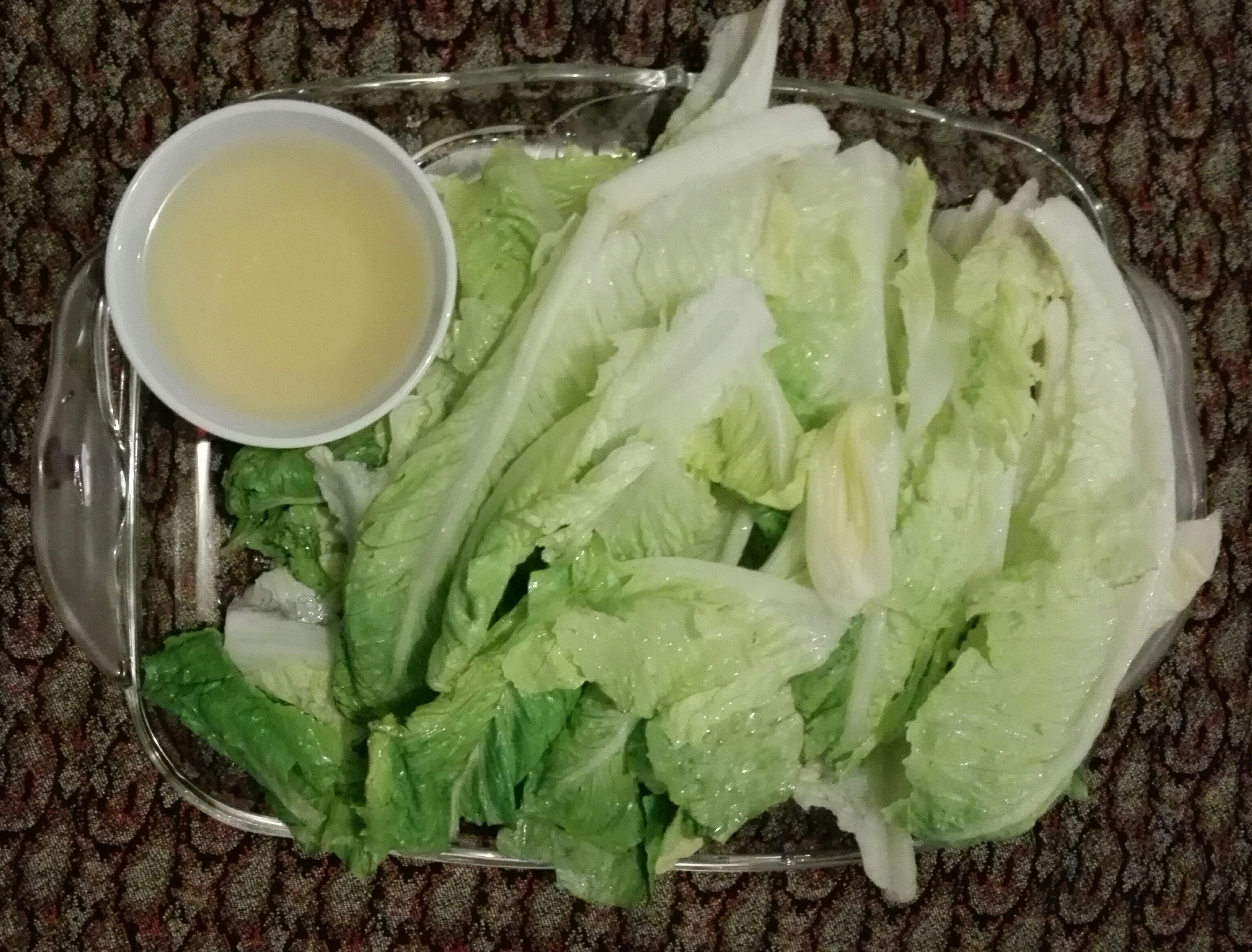
الخس والسكنجبين الذان يحظيان بشعبية في عيد سيزده بدر

السَّكَنْجَبِين (مركبة من (بالفارسية: سركه) أي خل و (بالفارسية: انگبین) أي عسل) أو شراب الإسكنجبيل أو السكنجبيل، أحد أقدم المشروبات في الشرق الأوسط، مصنوع من العسل والخل. يُقدم السكنجبين عادة في فصل الصيف. هو متبل في بعض الأحيان بالنعناع.

## وصفات

### سكنجبين العسل
مكونات:
- 1 1/3 كوب من العسل
- 1 كوب ماء
- 2/3 كوب من الخل الأبيض

الطريقة: يغلى على نار هادئة ويخلط بالنعناع والخيار والليمون كما في وصفة سكنجبين السكر أدناه. تُكشط الرغوة أثناء الطهي.

### سكنجبين السكر
مكونات:
- 2 كوب سكر
- 2 كوب ماء
- نصف كوب من الخل الأبيض
- حفنة صغيرة من النعناع الطازج مغسولة
- 2 خيار صغير بدون بذور مغسول مقشر ومقطع
- قشرة الجير (اختياري)

طريقة:
- في وعاء ثقيل القاع، يُمزج السكر مع الماء. يُوضع على نار متوسطة ويُحرّك حتى يذوب السكر. قلل الحرارة واتركيه برفق لمدة 10-15 دقيقة.
- يُضاف نصف كوب من الخل ويُطهى على نار خفيفة لمدة تتراوح بين 25 و 30 دقيقة أو حتى يتكثف. تذوق وضبط مستوى الحلاوة أو الحمض في الشراب.
- في آخر دقيقة أو اثنتين، أضف بعض أوراق النعناع الطازجة إلى الشراب.
- ترفع عن النار وتوضع في الثلاجة. انزع النعناع.
- ثم يُخلط الشراب بالماء المثلج والخيار المبشور والليمون.

يقدم مع الكثير من الخس الطازج على الجانب. عرق خل النبيذ، وخاصة بنكهة (مثل الخوخ)، يمكن أن يكون بديلا للخل الأبيض. يمكن أيضًا إضافة القليل من ماء الورد أو البرتقال.